# Großriedenthal
Großriedenthal è un comune austriaco di 936 abitanti nel distretto di Tulln, in Bassa Austria.